# Thames Town

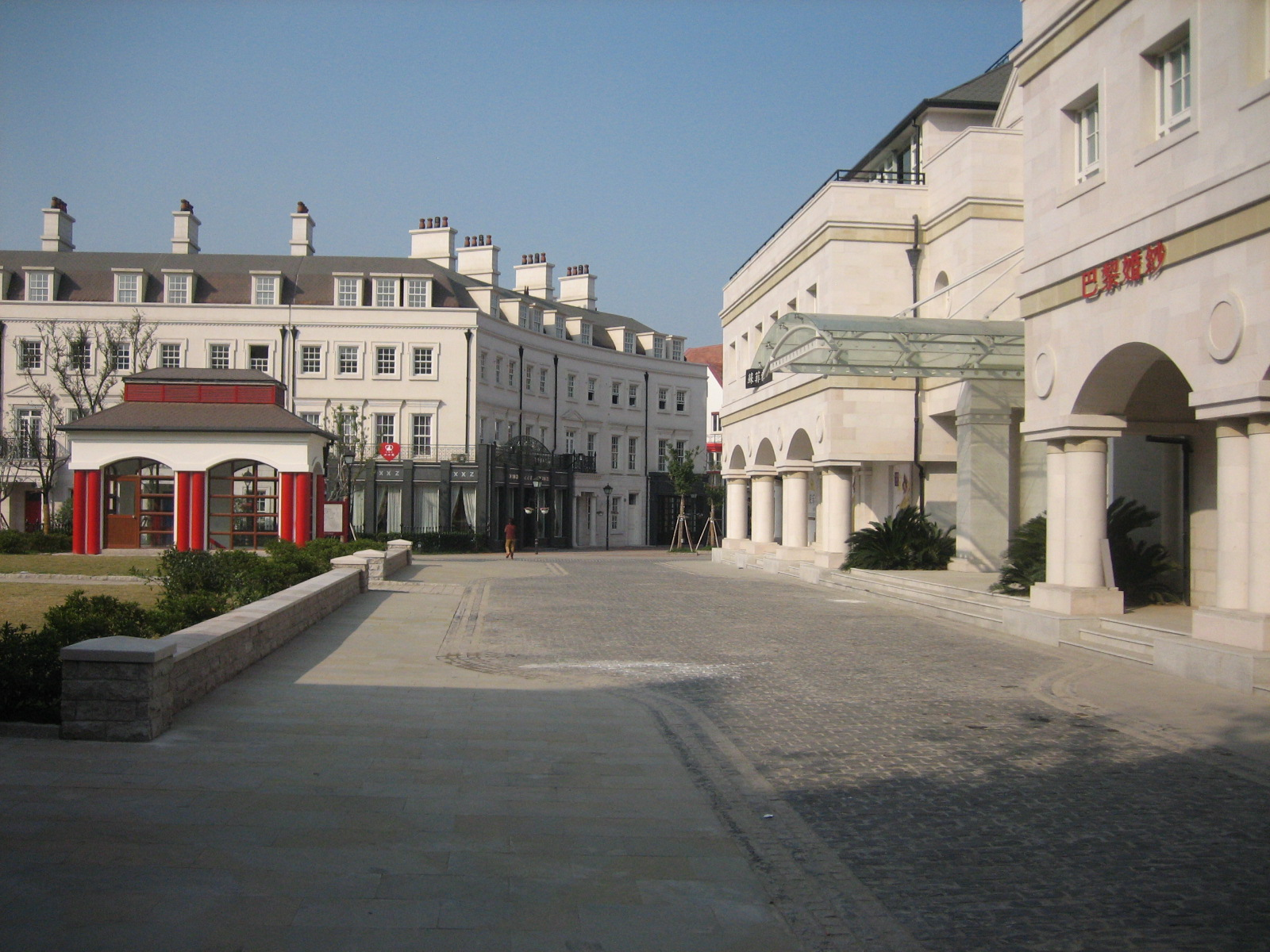
Plaza principal de la ciudad

Thames Town (chino: 泰晤士小鎮; pinyin: tài wù shì xiǎo zhèn) es el nombre en inglés para una ciudad planificada en el distrito de Songjian, Shanghái. Aproximadamente a 30 kilómetros (19 millas mi) del centro de Shanghái, China. Su nombre se debe al río Támesis en Londres, Reino Unido. El pueblo fue construido basado en la arquitectura clásica de los pueblos ingleses, con calles adoquinadas, terrazas victorianas y tiendas de esquina.
Thames Town es parte de la ciudad nueva de Songjiang, en el Distrito de Songjiang. La ciudad queda a 3.7 kilómetros (2.5 mi) de la estación Songjiang Xincheng de la línea 9 del metro de Shanghái.
Mientras que el distrito de Songjiang es una prefectura antigua, que proviene del lejano establecimiento de Shanghái, Songjiang New City fue un nuevo desarrollo con la intención de atraer y alejar a la población del centro de Shanghái. Uno de los objetivos principales de la ciudad, es proporcionar alojamiento para estudiantes de las nuevas universidades de Songjiang, adyacentes a University Town.
El complejo fue parte de la iniciativa "One City, Nine Towns" encargada por la Comisión por la Planeación de Shanghái en 2001. La parte "One City" del programa era la Ciudad Nueva de Songjiang, donde la temática inglesa fue usada en Thames Town. Mientras, la parte "Nine Towns" del programa fue situada en los otros suburbios de Shanghái, cada uno con su temática europea, como Escandinava, Italia, España, Canadá, Países Bajos y Alemania.
La empresa arquitectónica Atkins fue la encargada de la planificación de la Ciudad Nueva de Songjiang y el diseño de Thames Town. Los principales desarrolladores de la ciudad fueron Shanghái Songjiang New City Construction and Development y Shanghai Henghe Real Estate y Shanghai Henghe. Thames Town fue terminada en 2006, ocupando un área de 1 kilómetro cuadrado, con capacidad para 10,000 personas. El presupuesto fue de 5 mil millones de yuan. 

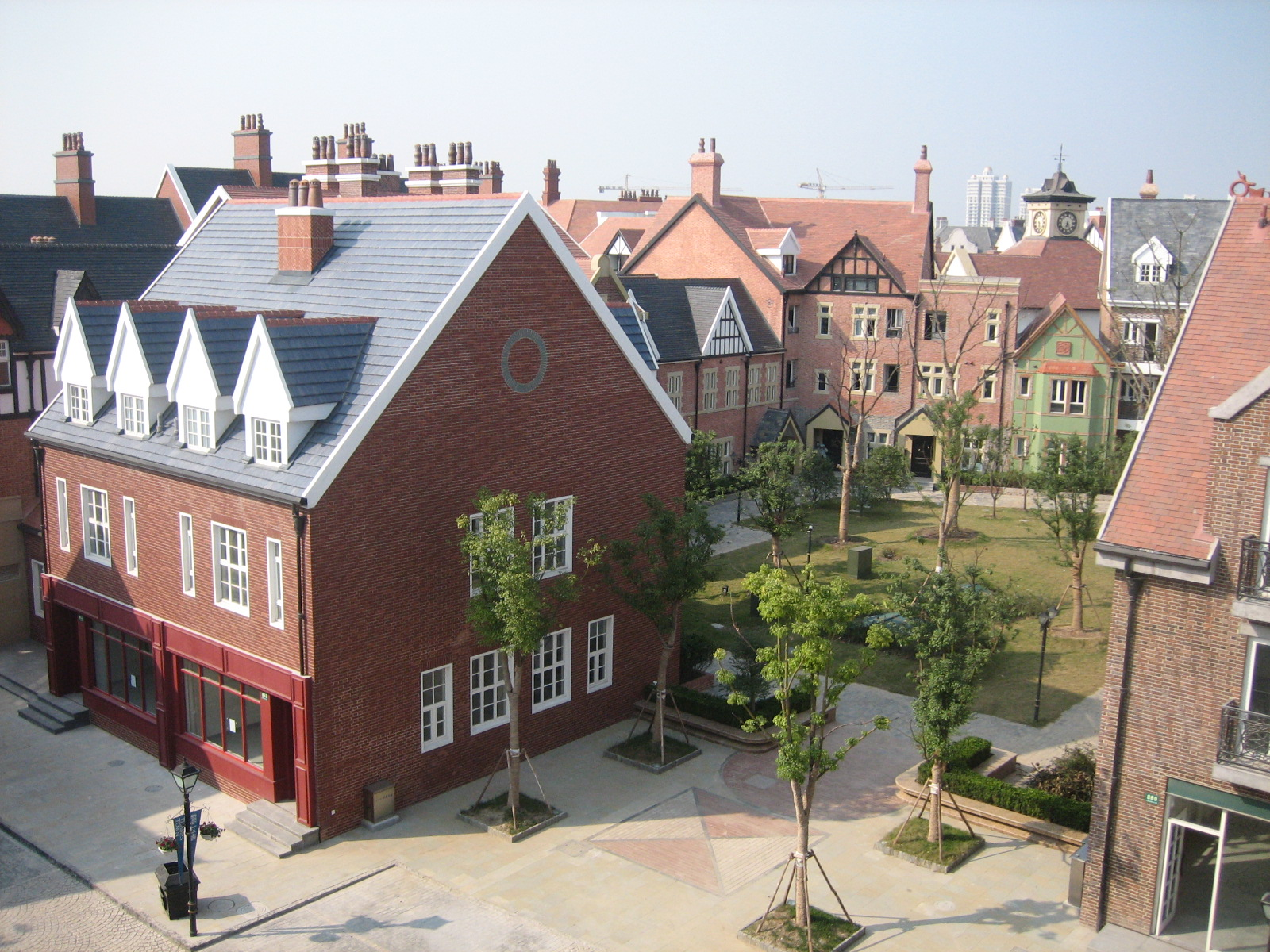
Una imitación en estilos de mercados ingleses

La ciudad cuenta con pocos locales comerciales o instalaciones comunitarias. Las casas se vendieron rápidamente, sin embargo, la mayoría de las compras fueron por personas relativamente ricas como inversiones o segundas viviendas. La proporción de los propietarios que vivían de manera permanente en la ciudad era baja, por lo que Business Insider lo describió como un "pueblo fantasma". Sin importar el relativo fracaso de Thames Town, otro pequeño pueblo con temática inglesa está siendo planeado en las afueras de Pekín. 
Gran parte de la arquitectura se ha copiado directamente de los edificios que se encuentran en Inglaterra, incluyendo la iglesia (siguiendo el modelo de la iglesia de cristo en Clifton Down, Bristol), una típica pub y una tienda de fish and chips (copiado de edificios en Lyme Regis, Dorset).La ciudad se ha convertido en un lugar popular para fotografías de bodas, gracias a la pintoresca iglesia o centro de la ciudad, utilizados mayormente como telón de fondo.